# Harridslev
Harridslev er en mindre by i Østjylland med 1.227 indbyggere  (2024). Harridslev er beliggende syv kilometer nordøst for Randers og tre kilometer vest for Støvring.
Byen ligger i Region Midtjylland og hører under Randers Kommune. Harridslev er beliggende i Harridslev Sogn.
Harridslev Kirke ligger i Harridslev.
Korshøjskolen, beliggende i Harridslev, har et elevtal på 382 elever (2020).